# Jacques Carat
Pour les articles homonymes, voir Carat.
 (février 2019).
Si vous disposez d'ouvrages ou d'articles de référence ou si vous connaissez des sites web de qualité traitant du thème abordé ici, merci de compléter l'article en donnant les références utiles à sa vérifiabilité et en les liant à la section « Notes et références ».
Jacques Carat, né Jacques Henri Karaimsky le 21 septembre 1919 dans le 3e arrondissement de Paris et mort le 19 mars 2009 dans le 5e arrondissement de Paris, est un journaliste et un homme politique français. Il fut, entre autres, sénateur du Val-de-Marne, et maire de la ville de Cachan pendant plus de quarante-cinq ans.

## Biographie
Il est le fils de Maurice Moïse Herschen Karaïmsky, immigré juif de l'actuelle Lettonie (alors dans l'Empire russe) en 1904, tailleur à Paris, et de Léontine Barbasch, fille de juifs polonais. Sa fratrie compte 3 enfants avec son frère aîné Jean Karaïmsky né en 1916 et sa soeur benjamine Liliane Karaïmsky née en 1927. La famille s'installe à Cachan en 1934.
Il poursuivit ses études au lycée Buffon à Paris jusqu'en classe préparatoire scientifique, avant de s'orienter vers des études de lettres interrompues par la guerre. Mobilisé en 1939 alors qu'il faisait son service militaire, il est interné dans un camp de prisonniers en Allemagne jusqu'à la fin de la guerre.
Après la Libération, il achève sa licence de Lettres et entre dans le journalisme, tout d'abord comme secrétaire de rédaction à la revue Paru (revue mensuelle sur l'actualité littéraire, intellectuelle et artistique, dirigée par Odile Pathé). Il y assure, entre autres, la rubrique théâtre et noue durant cette période des liens privilégiés avec de nombreux auteurs, dont Jules Romains, Jean Anouilh et Marcel Aymé.
Il intègre ensuite, avec une partie de l'équipe de Paru (dont François Bondy), la revue Preuves, nouvellement créée sous l'égide du Congrès pour la Liberté et la Culture. Expression d'une intelligentsia anti-totalitaire et plus précisément, durant cette période de guerre froide, anti-stalinienne, Preuves réunit des intellectuels et des écrivains de l'époque, Français et étrangers, notamment Raymond Aron, André Malraux, Jean Cocteau, Georges Simenon, Boris Souvarine, Alexandre Soljenitsyne, Emmanuel Berl, Manès Sperber. Jacques Carat y publie des critiques théâtrales, tient la rubrique "l'air du mois", chronique politique mensuelle, et s'implique dans de nombreux débats, en particulier ceux opposant Albert Camus et Jean-Paul Sartre. Il deviendra par la suite rédacteur en chef de la revue.
Parallèlement, il commence une carrière politique. Membre de la SFIO, il est élu en 1946 conseiller municipal à Cachan, où sa famille s'est installée en 1934. II se fait notamment connaître en 1947 lors d'un meeting de Maurice Thorez qu'il avait auparavant critiqué pour son attitude durant la Seconde Guerre mondiale. Reconnu dans la foule et appelé à La tribune par Thorez pour s'expliquer sur ses écrits, il sera passé violemment à tabac par les gardes du corps du dirigeant communiste.
Il devient maire de la ville en 1953 et le restera pendant quarante-cinq ans. Il exerce ensuite les fonctions de conseiller général de la Seine (de 1959 à 1967), puis du Val-de-Marne (à partir de 1967), et de sénateur à partir de 1969. Il se spécialisa dans les domaines de la communication et de la culture : membre de la commission des affaires culturelles du Sénat (où il défendra notamment la loi sur le prix unique du livre) et de la commission de contrôle cinématographique, représentant du Parlement au conseil d'administration de Radio-France et du Sénat, au conseil de l'audiovisuel ainsi qu'à celui d'orientation du Centre Pompidou à Paris, Président de l'Orchestre national d'Île-de-France et du théâtre de la région parisienne, administrateur du Festival de Cannes, nommé membre du Conseil supérieur du mécénat vers 1988.
Dans le cadre de ses activités municipales, on peut citer la rénovation complète du quartier de la mairie, commencée en 1980 et qui s'achève en 1998; la construction d'un stade omnisports ; l'aménagement d'espaces verts (square de la Mairie, jardin panoramique, coulée verte). Jacques Carat fut membre de l'association des maires de France depuis 1966 (au comité directeur de 1965 à 1974, puis au niveau du Bureau de 1974 à 1986 et à nouveau au Comité directeur depuis cette dernière date).
Pour ses autres activités, on peut consulter la notice biographique qu'il a lui-même donnée lors du renouvellement de son mandat de conseiller général en 1979.
Jacques Carat est inhumé au cimetière de Cachan.